# Burgstall Neuroßwag
Die abgegangene Burg Neuroßwag war eine Burg von einem Zweig der Herren von Roßwag. Während sie früher auf der Gemarkung von Roßwag vermutet wurde, wird sie heute zwischen Lienzingen und Schützingen lokalisiert.

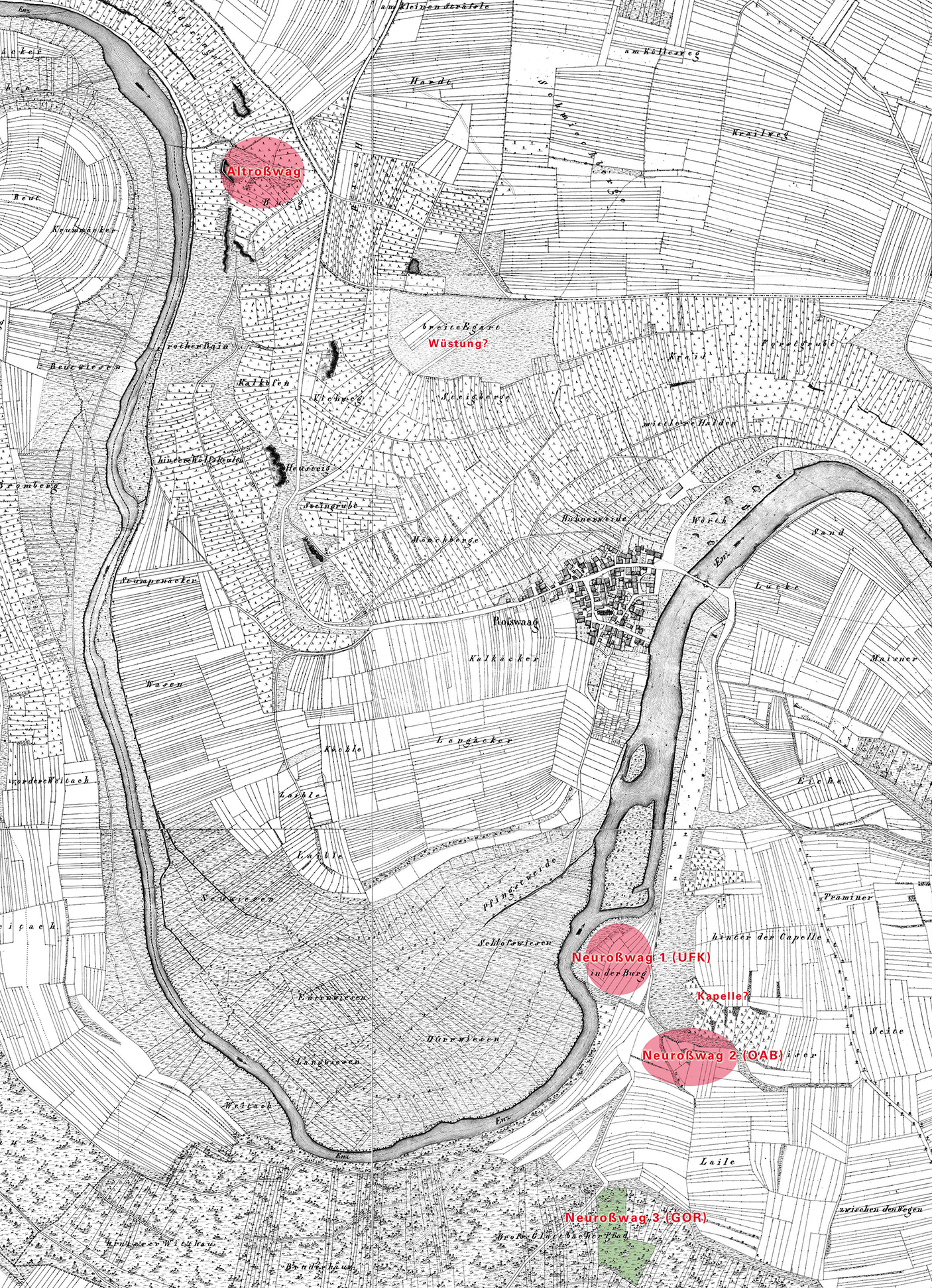
Früher vermutete Standorte für Burg Neuroßwag und Lage von Altroßwag auf der württembergischen Urflurkarte (1833)

## Geschichte
Die  1301 erstmals urkundlich erwähnte Burg Neuroßwag wurde vermutlich im 13. Jahrhundert von einem Zweig der Herren von Roßwag nach einer Erbteilung zusätzlich zur bestehenden Burg Altroßwag erbaut. Nachdem kein männlicher Nachfolger des Neuroßwager Zweigs mehr existierte, kam die Burg Mitte des 14. Jahrhunderts mit Anteilen an den Dörfern Lienzingen, Illingen, Schützingen, Zaisersweiher und Schmie an Graf Eberhard II. von Württemberg. Dieser verpfändete am 20. Juni 1372 bis auf Geleit und Wildbann alles für 4000 Gulden an das Kloster Maulbronn unter Vorbehalt des Öffnungsrechts. Am 12. August 1394 übertrug sein Nachfolger Eberhard III. Burg und Dorfanteile dem Kloster endgültig für die geleistete Pfandsumme, allerdings unter der Bedingung, dass die Burg Neuroßwag abgerissen werde.

## Vermutungen über den Standort
Wie Heinz Burkhardt 2018 zeigte, wird die Burg Neuroßwag in mittelalterlichen Urkunden mit Gütern in der Nähe von Schützingen und Lienzingen erwähnt. Dies spricht dafür, dass sie dort und nicht an der Enz gelegen haben muss.
Zuvor wurden verschiedene Orte auf Roßwager Gemarkung vermutet (siehe Karte):
1. Nimmt man die Flurnamen „Schloßwiesen“ und „In der Burg“ auf der Urflurkarte von 1833 wörtlich, müsste man annehmen, Neuroßwag wäre dann eine in dieser Region eher ungewöhnliche Wasserburg auf einem Werder gewesen wäre (Standort 1 (UFK), Lage: ⊙).
2. Karl Eduard Paulus versuchte in der Oberamtsbeschreibung eine Annäherung anhand des noch sichtbaren Standorts der zur Burg gehörenden Kapelle und anderer überlieferter Flurnamen: Südlich von Roßwag, bei „einem eben an dem steilen Thalrande gegen die Enz gelegenen, schönen Punkte“, sah man damals von der ehemaligen Kapelle zum Heiligen Nikolaus noch Grundmauern sowie Reste einer kleinen Krypta und eines Umfassungsgrabens. Am Fuße dieses Bergvorsprungs wurde laut Paulus „ein leichter Ausläufer“ gegen die Enz „Auf der Burg“ genannt. „Nächst diesem kommt die Benennung „Burggarten“ vor und gegenüber auf dem jenseitigen Ufer der Enz liegen die Schloßwiesen.“ (Standort 2 (OAB) südöstlich von Standort 1, Lage: ⊙).[4]
3. Die Gemeinschaft Ortsbild Roßwag (GOR) lässt die Flurnamen hingegen außer Acht und vermutet den Standort noch weiter südlich auf der Höhe (Standort 3 (GOR), Lage: ⊙).[5]